# IC 405
IC 405 (také známá anglicky jako Flaming Star Nebula nebo Caldwell 31) je emisní a reflexní mlhovina v souhvězdí Vozky vzdálená od Země přibližně 1 500 světelných let.
Obklopuje modrou nepravidelně proměnnou hvězdu AE Aurigae a nachází se blízko emisní mlhoviny IC 410, otevřených hvězdokup označených M36 a M38 a pouhým okem viditelné hvězdy Iota Aurigae. Mlhovina má rozměr přibližně 30′ × 20′ a její skutečný rozměr je zhruba 5 světelných let.
Centrální hvězda AE Aurigae má hvězdnou velikost 6 a leží necelý stupeň severozápadně od hvězdy 19 Aurigae. Samotná mlhovina je podle některých zdrojů těžko pozorovatelná,
ale podle jiných je viditelná i malými dalekohledy.
Podle vlastního pohybu centrální hvězdy se usuzuje, že hvězda pochází z oblasti zrodu hvězd blízko hvězdy Théta Orionis uvnitř Mlhoviny v Orionu,
odkud byla vyvržena před 2,5 miliony let. Únik této hvězdy započal blízkým míjením dvou dvojhvězd, z nichž dvě byly z této oblasti vymrštěny (AE Aurigae a Mý Columbae) a zbylé dvě hvězdy zůstaly na původním místě, ale vytvořily dvojhvězdu Hatysa (Iota Orionis), jejíž složky obíhají po velice výstředných drahách.
Pohyb hvězdy AE Aurigae také napovídá, že hvězda nevznikla v okolní mlhovině, takže touto mlhovinou pouze prolétá a svým světlem ji osvětluje.